# Hugo Ernst Käufer
Hugo Ernst Käufer bei der Verdienstkreuzverleihung, 1997

Link zum Bild

Hugo Ernst Käufer (* 13. Februar 1927 in Witten; † 9. Mai 2014 in Legden) war ein deutscher Bibliothekar und Schriftsteller.

## Leben
Hugo Ernst Käufer stammte aus einer Arbeiterfamilie. Von 1945 bis 1953 war er als Verwaltungsangestellter in Witten tätig. Von 1954 an absolvierte er am Bibliothekar-Lehrinstitut des Landes Nordrhein-Westfalen (heute Fachhochschule Köln) eine bibliothekarische Ausbildung, die er 1957 mit der Diplom-Prüfung abschloss. Von 1957 bis 1966 war er Referent an der Stadtbücherei Bochum, von 1966 bis 1977 Hauptlektor und von 1977 bis 1987 Direktor der Stadtbücherei Gelsenkirchen. 1967 gehörte er zu den Mitbegründern der Literarischen Werkstatt Gelsenkirchen, aus der 1971 der Werkkreis Literatur der Arbeitswelt hervorging. Käufer lebte in seinen letzten Jahren in Legden und war bis zu seinem Tod Vorstandsvorsitzender der Bochumer Liselotte-und-Walter-Rauner-Stiftung.

## Leistungen
Hugo Ernst Käufer, der bis in die 1960er Jahre vorwiegend bibliothekarische und bibliografische Facharbeiten veröffentlichte, verfasste später hauptsächlich Lyrik und Essays. Seit den 1970er Jahren spielte Käufer, „der sich – ungewöhnlich genug für einen Schriftsteller – für die Arbeiten der anderen mehr ins Zeug legte als für sein eigenes Werk“, eine wichtige Rolle als Förderer, Herausgeber und Kritiker von Autoren im Umkreis der neuen Ruhrgebiets- und Arbeiterliteratur, deren Aufschwung maßgeblich ihm zu verdanken ist. Zudem trug er als Herausgeber ihrer Werke dazu bei, dass einige der von der NS-Diktatur in die Emigration getriebenen bzw. verfolgten Autorinnen „wiederentdeckt“ wurden, u. a. Rose Ausländer und Irmgard Keun.

## Mitgliedschaften und Auszeichnungen
Hugo Ernst Käufer gehört seit 1967 dem Verband Deutscher Schriftsteller an, seit 1968 der
Europäischen Autorenvereinigung „Die Kogge“ (Ehrenvorsitzender) und seit 1974 dem PEN-Zentrum Deutschland. Er erhielt u. a. 1980 die Eremitens Silverfjäder, 1988 den schwedischen Mölle-Literaturpreis , 1997 das Verdienstkreuz am Bande der Bundesrepublik Deutschland, 1999 den Kogge-Ehrenring der Stadt Minden, 2002 den Literaturpreis Ruhrgebiet, 2004 das Ehrenzeichen der Stadt Witten sowie den Ehrenring der Stadt Bochum. 2007 wurde er mit dem Verdienstorden des Landes Nordrhein-Westfalen ausgezeichnet.

## Werke (Auswahl)
Einzeltitel
- Menschliche Gefährdung in der technischen Welt. Köln 1957.
- Mensch und Technik im Zeichen der zweiten industriellen Revolution. Bochum 1958.
- Wie kannst du ruhig schlafen … Bochum 1958.
- Das neue China (mit Werner Kopp). Köln 1960.
- China zwischen gestern und morgen. Hagen 1961.
- Hörspiele nach 1945. Hagen 1961.
- Afrika zwischen gestern und morgen (mit Werner Kopp). Köln 1962.
- Die Botschaft des Kindes. Dülmen/Westf. 1962.
- Weltmacht Sowjetunion. Hagen 1962.
- Und mittendrin ein Zeichen. Emsdetten/Westf. 1963.
- Das Werk Heinrich Bölls 1949–1963. Dortmund 1963.
- Das Abenteuer der Linie. Bochum 1964.
- Die Sowjetunion heute (mit Werner Kopp). Köln 1965.
- Nordamerika heute (mit Heinz Protzer). Köln 1967.
- Spuren und Linien. Emsdetten/Westf. 1967.
- Käufer-Report. Krefeld 1968.
- Im Namen des Volkes (mit Enric Rabasseda). Oberhausen 1972.
- Leute, bei uns gibts Leute. Leverkusen 1975.
- Standortbestimmungen. Dortmund 1975.
- Rußlandimpressionen. Leverkusen 1976.
- Unaufhaltsam wieder Erde werden. Gelsenkirchen 1976.
- Demokratie geteilt. Dortmund 1977.
- Massenmenschen, Menschenmassen. Gelsenkirchen 1977.
- Stationen 1. Köln [u. a.] 1977.
- Stationen 2. Köln [u. a.] 1977.
- Der Holzschneider HAP Grieshaber. Passau 1978.
- Schreiben und schreiben lassen. Stuttgart 1979.
- So eine Welle lang. Gelsenkirchen 1979.
- Autobiographische Notizen. Bovenden 1980.
- Leichter im Gepäck (mit Adi Rosenauer-Kölbl). Hauzenberg 1983.
- Über das gesunde Volksempfinden und andere Anschläge. Bovenden 1983.
- Zeit wird es – Abreißtexte und Abreißgrafiken (mit Karl-Heinz Langowski). Gelsendruck, Gelsenkirchen 1983.
- Hugo Ernst Käufer. Neuss [u. a.] 1984.
- Kehrseiten. Oberhausen 1984.
- Von Büchern, Bibliotheken, Lesern und Autoren. Gelsenkirchen 1986.
- Die Worte, die Bilder. Hauzenberg 1986.
- Bei Licht besehen. Göttingen 1987.
- Chopins Klavier. Stuttgart 1989.
- In späten Jahren. Zuidhorn 1989.
- Kartoffelkrautfeuer. Witten 1991.
- Die Jäger sind unterwegs. Lahnstein 1995.
- Botschaften im Wind. Groningen 1996.
- Immer noch unterwegs. Bochum 1997.
- Unterdessen. edition prima vista, Gelsenkirchen 1997.
- Ohne Erinnerung hat die Zeit kein Gesicht. München 1997.
- Das Haus der Kindheit. Edition Wort und Bild, Bochum 1999.
- Lese-Zeichen. Düsseldorf 2001.
- Im Steinbruch des Vergessens. Edition Wort und Bild, Bochum 2002, ISBN 3-927430-32-3.
- Paul Karalus. Düsseldorf 2002.
- Augapfeltiefe. Edition Wort und Bild. Bochum 2005, ISBN 3-927430-46-3.
- Sieben Gerechte oder Auschwitz, der Ort, das Tor, der Abgrund. Edition Wort und Bild, Bochum 2005.
- Im Zeitspalt. Edition Wort und Bild, Bochum 2006, ISBN 3-928781-48-0.
- Wortwörtlich. Edition Wort und Bild, Bochum 2007, ISBN 3-927430-55-2.

Herausgabe
- Beispiele, Beispiele. Recklinghausen 1969.
- Dokumente, Dokumente. Gelsenkirchen 1969.
- Friedhelm Baukloh: Texte eines entschiedenen Liberalen. Köln 1972.
- Revier heute. Recklinghausen 1972.
- Dienst an Büchern, Lesern und Autoren (mit Hedwig Biewber und Alois Klotzbücher). Berlin 1973.
- Kurt Küther: Ein Direktor geht vorbei. Wuppertal 1974.
- Sie schreiben zwischen Moers und Hamm (mit Horst Wolff). Wuppertal 1974.
- Das betroffene Metall. Krefeld 1975.
- Richard Limpert: Fragen so nebenbei. Wuppertal 1975.
- Sie schreiben zwischen Goch und Bonn. Wuppertal 1975.
- Reinhart Zuschlag: Tagesgespräche filtern. Darmstadt 1976.
- Rose Ausländer: Gesammelte Gedichte. Leverkusen 1976.
- Sie schreiben in Gelsenkirchen. Köln 1977 (mit Hans-Jörg Loskill).
- Sie schreiben zwischen Paderborn und Münster (mit Walter Neumann). Wuppertal 1977.
- Wir, Gelsenkirchen 1977.
- Bibliotheksarbeit in Justizvollzugsanstalten, Berlin 1980.
- Sie schreiben in Bochum (mit Volker W. Degener), Duisburg 1980.
- Liselotte Rauner: Kein Grund zur Sorge, Oberhausen 1985.
- Soziale Bibliotheksarbeit, Berlin 1982.
- Schulter an Schulter, Neuß [u. a.] 1985.
- Bürger brauchen Büchereien, Gelsenkirchen 1986.
- Für uns begann harte Arbeit (mit Hartmut Hering und Michael Klaus). Oberhausen 1986, ISBN 3-921541-63-8.
- Annette Ruhmann: Aber unten auf der Erde, Gelsenkirchen 1987.
- Karl Taefler: Wo wir das Bleiben verteidigen, Gelsenkirchen 1987.
- Wer nicht hören will, muß sehen, Witten 1990.
- Augenblicke der Erinnerung (mit Rainer W. Campmann), Oberhausen 1991, ISBN 3-921541-69-7.
- Dialoge, Witten 1992.
- Himmerod und anderswo, Himmerod 1994.
- Otti Pfeiffer – eingebaut ins Riesenrad, Düsseldorf 2003.
- Die Kinder von Buchenwald, Bielefeld 2005.